# 앵글로아일랜드인
앵글로아일랜드인(영어: Anglo-Irish 앵글로아이리시[*], 아일랜드어: Angla-Éireannach 앙글라에라너크)는 19세기-20세기 아일랜드의 민족 내지 사회계층으로서, 잉글랜드계 개신교 우위의 혈통과 그 후예들을 말한다. 대부분이 1871년 설치된 아일랜드 성공회를 따르고, 소수 감리교나 천주교가 있다. 많은 앵글로아일랜드인들은 영국 제국주의 시기에 군인이나 식민지 행정관으로 공직에 진출했다.
저지 스코틀랜드 출신으로 얼스터 지방에 건너온 장로교도들은 앵글로아일랜드인에 속하지 않는다. 이들은 대개 얼스터스코트인이라고 한다. 앵글로아일랜드인들은 거의 대부분 연합주의자이지만 일부 아일랜드 국민주의자도 있다. 대부분의 앵글로아일랜드인 가문은 조상이 잉글랜드 출신으로 아일랜드에 이주한 것이지만, 간혹 아일랜드 토착 가문이 천주교에서 성공회로 개종한 경우도 있다.

## 같이 보기
- 아일랜드 영어
- 얼스터스코트인
- 아일랜드의 연합주의
- 아일랜드 맹방
- 자코바이트
- 데리
- 사뮈엘 베케트